# Señal diferencial

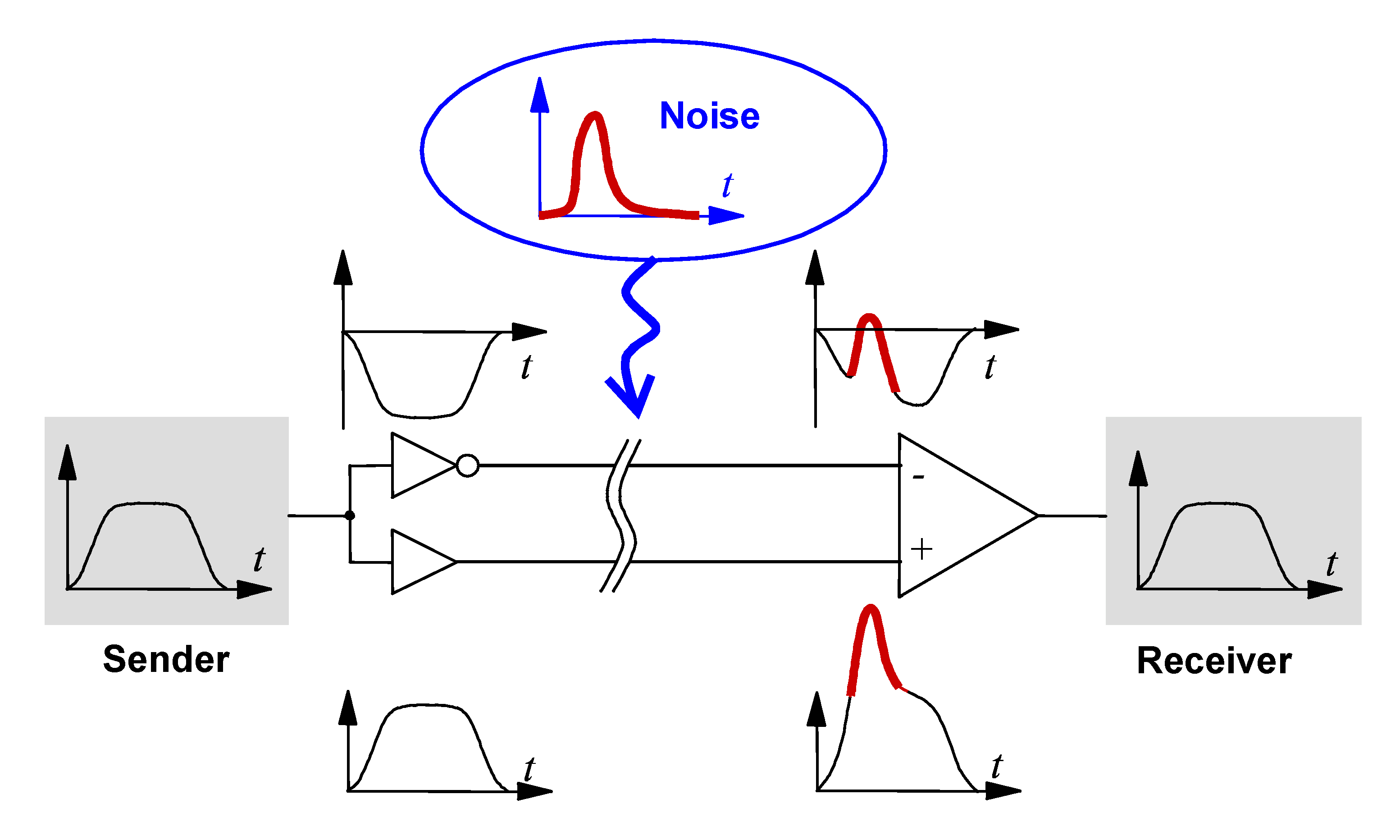
Reducción de ruido mediante señal diferencial

Se llama señal diferencial a aquella que viaja por dos conductores, llamados (+) y (-), en lugar de hacerlo por uno solo, de tal modo que las tensiones y corrientes en los conductores sean simétricas. El valor útil de señal se obtiene restando las señales de ambos conductores: V(+) - V(-).
Se emplean señales diferenciales debido a que son más robustas frente a las interferencias, ya que la interferencia se suma por igual a las señales de ambos conductores, de modo que al calcular V(+) - V(-), la interferencia se cancela.
De forma similar, las señales transmitidas por líneas diferenciales causan menos radiación, debido a que la suma de las dos señales se cancelan: V(+) + V(-) ≈ 0.
Las señales telefónicas son diferenciales. Esto permite el tendido de líneas largas sin necesidad de apantallamiento. Son también diferenciales las conexiones de red RJ45 y RJ11.
- Datos: Q1928527